# Poniklá
Poniklá ist eine Gemeinde im Kreis Semily in der Region Liberec. Sie hat etwa 1100 Einwohner.
Die Nachbardörfer der Siedlung sind Vysoké nad Jizerou, Víchová nad Jizerou, Roprachtice, Jablonec nad Jizerou und Jestřabí v Krkonoších.

## Geschichte
Für den Namen des Dorfes gibt es zwei mögliche etymologische Erklärungen: entweder nach dem Kraut Alpenkuhschelle oder auf Latein Pulsatilla alpina (altböhmischer Name poniklec), das im Mittelalter an den umliegenden Hängen wuchs. Oder nach einem kleineren Bach, der stellenweise ganz verschwindet und an anderer Stelle wieder auftaucht, „poníká“ (die Ursache dieses Phänomens sind die Karstformationen, die um die Jahrhundertwende beim Steinabbau für den Bau der Eisenbahnlinie entdeckt wurden).
Die erste erhaltene Erwähnung von „Ponyklé“ stammt aus dem Jahr 1354, eine weitere aus dem Jahr 1360 erwähnt den Namen „Ponikli“. Die Existenzgrundlage der Bewohner war früher die Landwirtschaft auf den felsigen Bergfeldern. Bereits im 16. Jahrhundert war Poniklá laut den Ungelt-Registern aus dem Jahr 1697 einer der bedeutenden Leinenexporteure. Damals arbeiteten die Untergebenen auf Leinengütern, sie verarbeiteten den Leinen und webten es auch.
In der zweiten Hälfte des 19. Jahrhunderts endete die Zeit der Heimweberei und die fabrikmäßige Massenproduktion begann. In Poniklá wurde 1896 eine Spinnerei in Betrieb genommen, die bis zu ihrer Schließung im Jahr 1996 zur größten Fabrik im Dorf wurde. Es gibt jedoch auch eine Zeit in der Geschichte des Dorfes, in der die Dorfbewohner ihren Lebensunterhalt mit dem Abbau von Eisenerz und Blei verdienten. Deshalb gelangte eine Bergmannswinde in das Stadtwappen des Dorfes.
Seit Beginn des 20. Jahrhunderts wird in Poniklá ein weltweit einzigartiger Perlen-Weihnachtsschmuck hergestellt. Die versilberten und gefärbten Perlen mit einer Größe von 4 bis 8 Millimetern wurden ursprünglich zur Herstellung von Modeschmuck für den Export ins Ausland geblasen. Lediglich als Nebenprodukt wurde aus dem Restmaterial Weihnachtsschmuck hergestellt. Dieses Handwerk wurde am 17. Dezember 2020 in die Liste des immateriellen Kulturerbes der UNESCO aufgenommen.

## Geographie und Natur
Ein Teil des Dorfes liegt im Tal des Flusses Jizera auf einer Höhe von etwa 390 Metern, die höchsten gebauten Häuser liegen jedoch auf einer Höhe von etwa 700 Metern. Von den Hügeln aus betrachtet, die Poniklá von allen Seiten umgeben, fällt das umliegende Grün auf. Am bekanntesten ist die alte Linde in der Nähe des Tomáš-Hofes mit einem Stammumfang von 665 cm, die Gedenkeiche in der Dorfmitte und die große Kastanie in der Nähe der Kirche. Interessant ist auch das häufige Vorkommen exotischer Bäume.
Auf den Wiesen und Rabatten in Poniklá und Umgebung wächst eine reiche Vorgebirgsflora und viele Heilkräuter. Hier wachsen auch weniger verbreitete Arten – Märzenbecher, Augentrost, Johanniskraut, Großer Wiesenknopf, Mädesüß und Schlüsselblumen. Es gedeihen duftende Büsche von Thymian.

## Bewohner
| Ein Jahr      | 1869  | 1890  | 1900  | 1910  | 1921  | 1930  | 1961  | 1980  | 1991  | 2001  | 2011  | 2021  |
| ------------- | ----- | ----- | ----- | ----- | ----- | ----- | ----- | ----- | ----- | ----- | ----- | ----- |
| Bevölkerung   | 2 341 | 2 421 | 2 597 | 2 966 | 2 517 | 2 441 | 1 507 | 1 327 | 1 176 | 1 208 | 1 208 | 1 045 |
| Anzahl Häuser | 356   | 344   | 359   | 374   | 380   | 402   | 359   | 307   | 414   | 421   | 423   | 448   |

## Gemeindegliederung
Die Gemeinde Poniklá besteht aus zwei Katastergebieten und mehreren Teilen:
- Katastergebiet Poniklá: erstreckt sich vom östlichen (linken) Ufer der Jizera bis zum Tal des Wildbachs Roudnické und umfasst die Ortsteile  Poniklá, Horní Doly, Mladkov, Nová Ves und Zabyly

- Katastergebiet Přívlaka: umfasst das westliche (rechte) Ufer der Jizera und die Ortsteile  Přívlaka, Jilem und Kopanina

## Gesellschaft

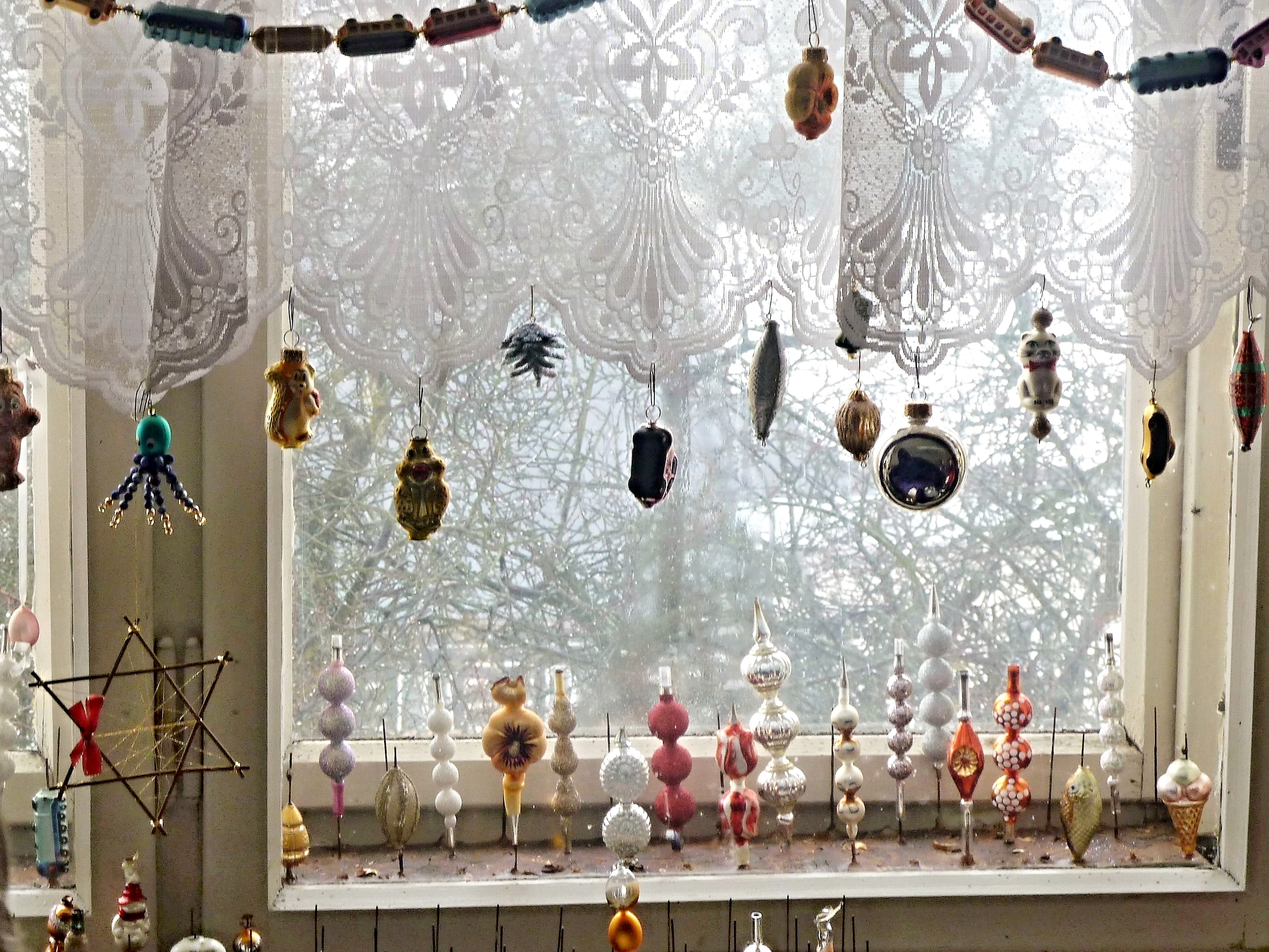
Weihnachtlicher Glasperlenschmuck aus Poniklá

### Glasperlenschmuck
Es ist eine alte tschechische Handwerkstradition aus dem Riesengebirge, die erste Firma, welche diesen herstellte, wurde 1902 gegründet. Die einzige heute noch bestehende Produktionsstelle ist die Firma Rautis, nahe dem Marktplatz und der Kirche gelegen.
Gablonzer Weihnachtsbaumschmuck wie er auch benannt wird (nach der Stadt Gablonz), besteht aus versilberten Hohlglasperlen. Die Sterne und anderen Figuren werden auf dünnen Draht gefädelt. Je nach Modell sind sie dreidimensional oder flach. Manche haben eine „Achse“ um die sie aufgebaut sind, andere sind um einen Kreis aus Perlen herum aufgebaut.
Oft werden die Zacken aus sogenannten Klaučen gebildet, das sind Stäbchenreihen, welche ebenfalls aus zusammenhängenden Hohlglasperlen gebildet werden. Die komplexen Sterne bestehen zum Teil auch aus Glasstäbchen bis 3 cm Länge. Es werden viele verschiedene Arbeitsschritte benötigt, um solch ein Ergebnis zu erzielen. Viele Mitarbeiter sind daher auch in Heimarbeit beschäftigt.

### Theater
Seit 1835 wird auf dem Gebiet von Poniklá Amateurtheater aufgeführt. Im Jahr 1864 wurde eine Theatergruppe gegründet und das erste Stück aufgeführt. Im Jahr 1901 wurde die Freiwillige Bildungsunion von J.J. Kolár, benannt nach Josef Jiří Kolár, offiziell gegründet. Zwischen den Weltkriegen war das Unternehmen eines der bedeutendsten und produktivsten Unternehmen in Jilemnice. Nach einem Verbot während des Krieges nahm es 1945 seine Tätigkeit wieder auf. Nach mehreren Unterbrechungen firmiert das Unternehmen seit 1997 kontinuierlich unter dem Namen Theatre Company J.J. Kollar bei T.J. Sokol Poniklá.

### Wettbewerb „Dorf des Jahres“.
Im Jahr 2022 nahm das Dorf Poniklá am nationalen Wettbewerb „Dorf des Jahres“ teil und belegte den dritten Platz. Die Ergebnisse des Wettbewerbs, bei dem Kostelní Lhota aus der Region Nymburk gewann und die Gemeinde Třeštice aus dem Kreis Jihlava den zweiten Platz belegte, wurden am 17. September 2022 beim Festival „ Jarmark venkova “ in Luhačovice bekannt gegeben.

## Sehenswürdigkeiten
- Die barocke Kirche St. Jakobus des Älteren wurde 1682 geweiht und ist römisch-katholisch. Sie ist eine der ältesten Kirchen der Gegend. Vor hundert Jahren wurde in der Kirche ein neues Gemälde vom Maler Nejedlý aus Nový Bydžov angefertigt. Seine ursprüngliche Schönheit wurde 1996 von der Restaurierungsschule aus Litomyšl wiederhergestellt.
- An der Südgrenze des Katastergebiets Poniklá sind winzige Überreste der Burg Mladkovské erhalten geblieben.
- Eine steinerne Straßenbrücke im Abschnitt Přívlaka, Teil der sogenannten Krkonoše-Straße aus dem 19. Jahrhundert.[8]
- Statue des Heiligen Johannes von Nepomuk bei der Kirche – geschaffen von einem unbekannten ländlichen Bildhauer
- Der Hof Krejčův ist eines der größten Gehöfte und entstand im Jahr 1833. Er verfügt über eine Etagenkammer mit einem reich geschnitzten Waschbecken und einer Molkerei. Der Hauptwellenbrecher vom sogenannten Wellenbrechertyp auf der Vorderseite ist einer der letzten im Riesengebirge.
- Die Herstellung von Perlen-Weihnachtsschmuck hat in Poniklá eine große Tradition. Dieses Handwerk wurde am 17. Dezember 2020 in die Liste des immateriellen Kulturerbes der UNESCO aufgenommen. Bis heute werden hier Glasperlen in verschiedenen Formen und Größen geblasen, aus denen Ornamente zusammengesetzt werden.

## Persönlichkeiten
- Jaroslav Skrbek (1888–1954), ein akademischer Maler, der hier geboren wurde und seine frühe Kindheit verbrachte, wurde als Grafiker und Pionier der tschechischen Radierung berühmt
- Karel Tomíček (1814–1903), Politiker, Mitarbeiter von František Ladislav Riegr
- Zdeněk Reiniš, ein Experte auf dem Gebiet der Angiologie, gilt als Begründer der präventiven Kardiologie in der Tschechoslowakei.
- Jindřich Jindříšek (1857–1924), Musikinstrumentenhändler, einer der Organisatoren des antiösterreichischen Widerstands unter den in Russland lebenden Tschechen.
- Jiří Václav Tuláček (1813–1867), Poniklás Achilles, Held des Preußisch-Österreichischen Krieges, Schreiber und Volksdenker

## Galerie

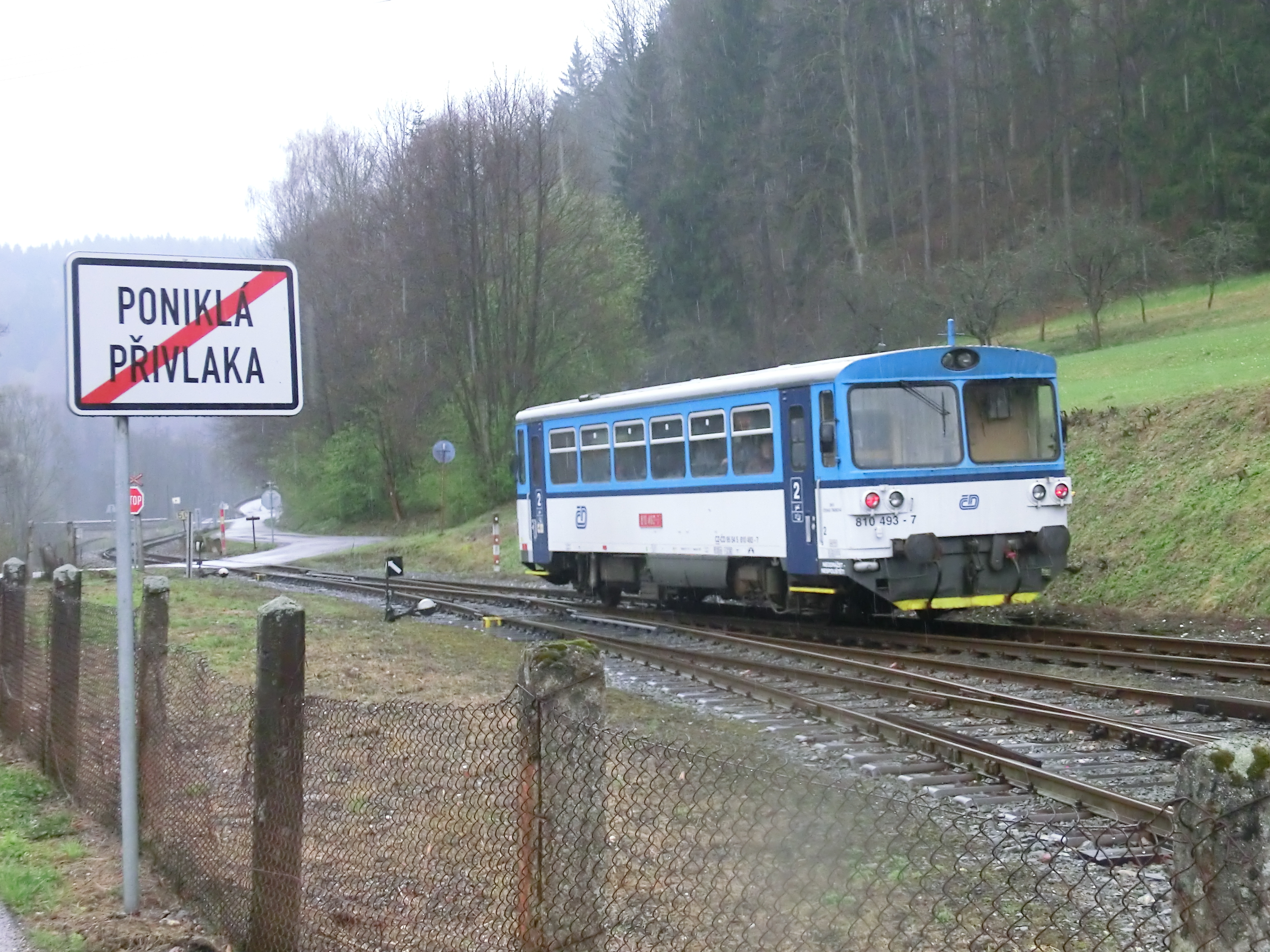
Triebwagen 810.545 am Bahnhof Poniklá
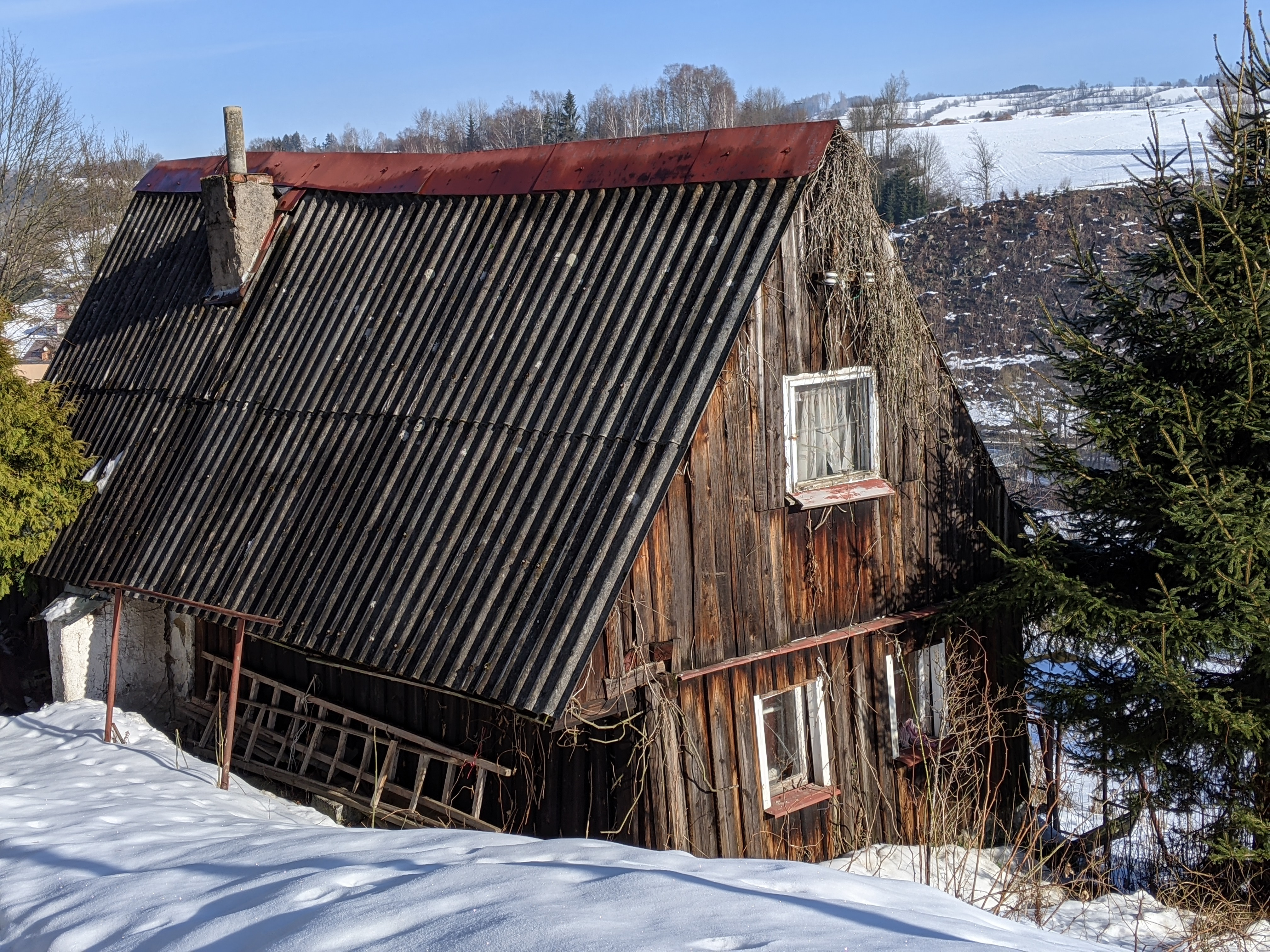
Ein Hütte (Cháta) im Ortsteil Přívlaka
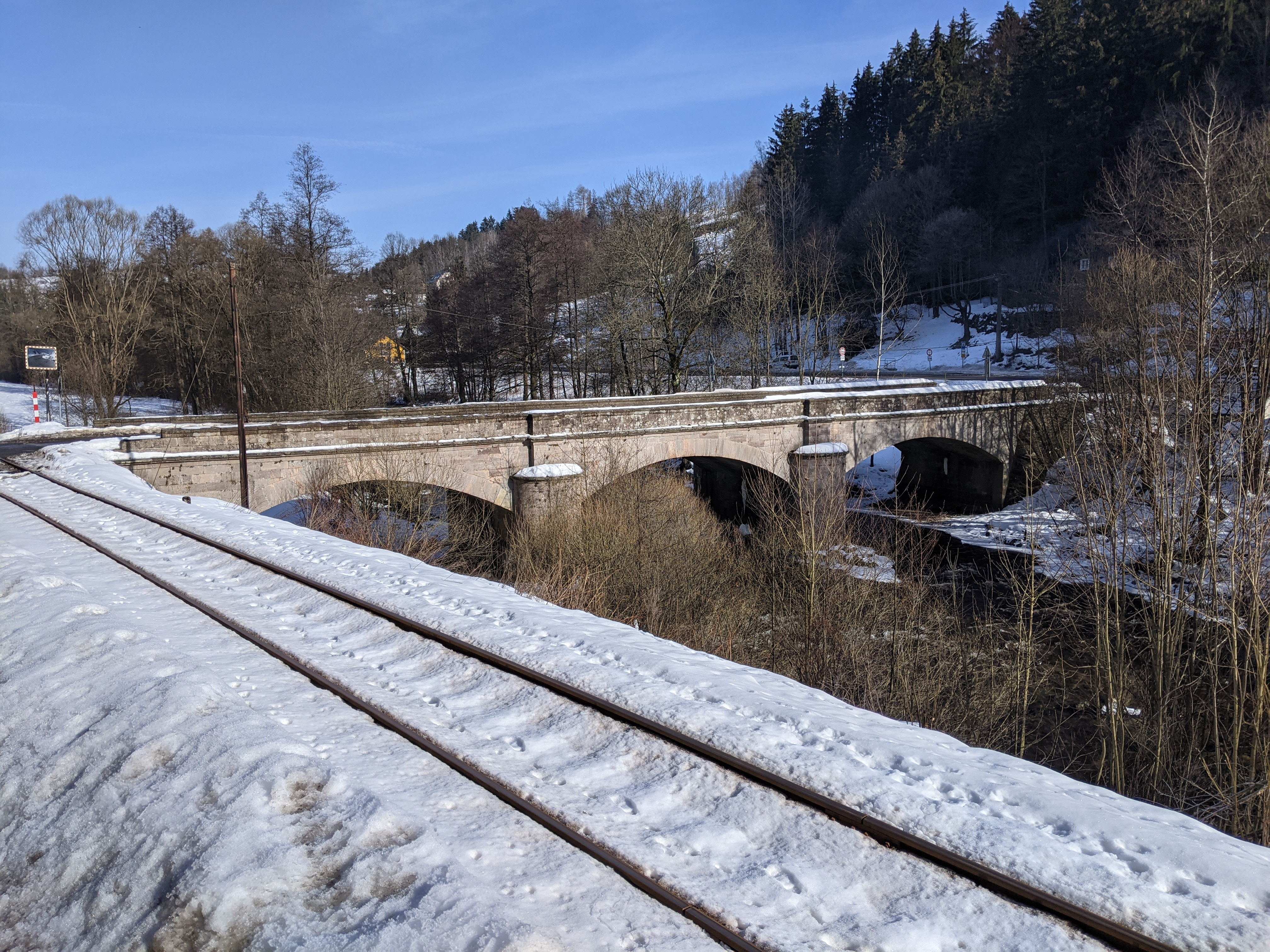
Steinerne Brücke über die Jizera in Přívlaka
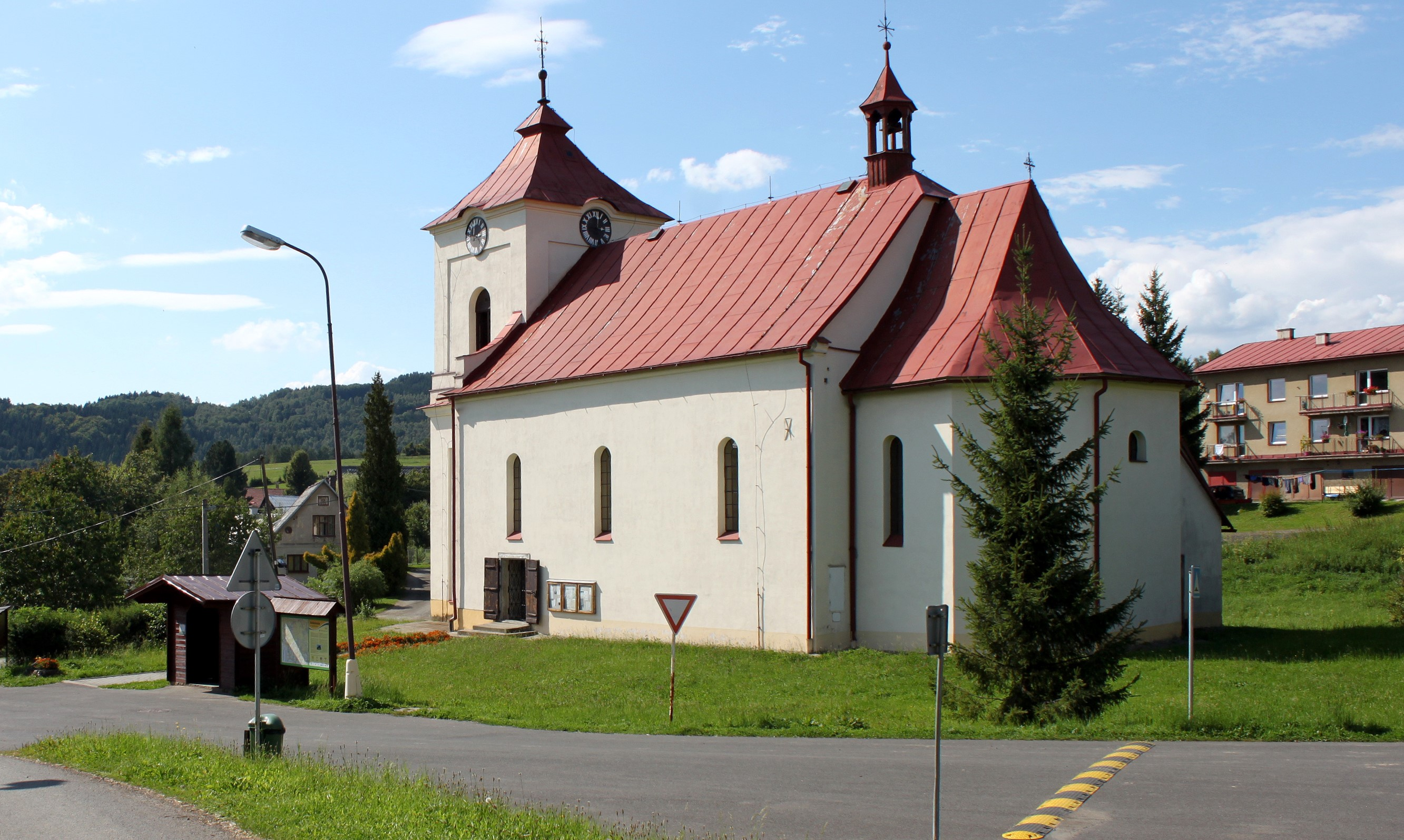
Kirche St. Jakub
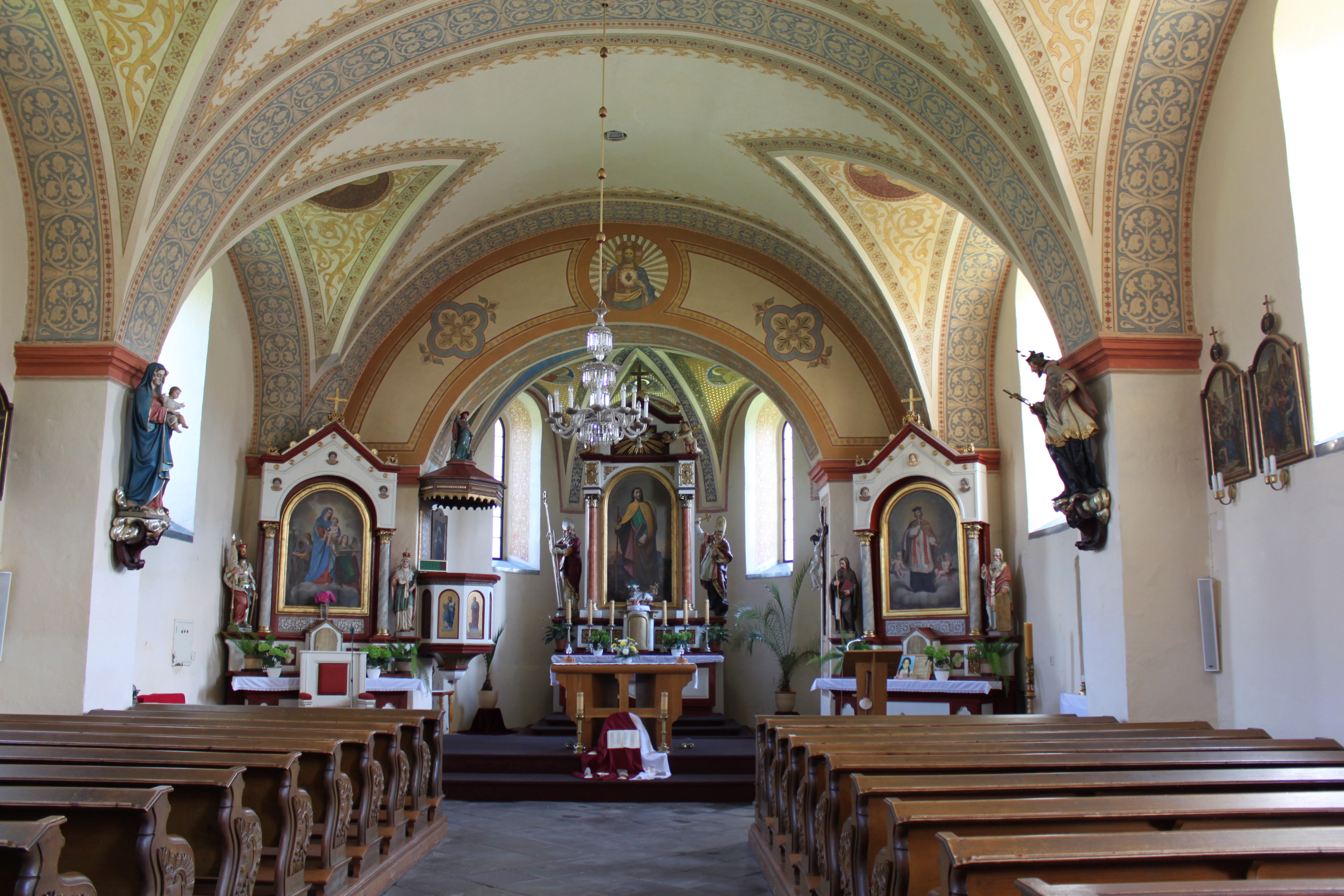
Das Innere der Kirche St. Jakub
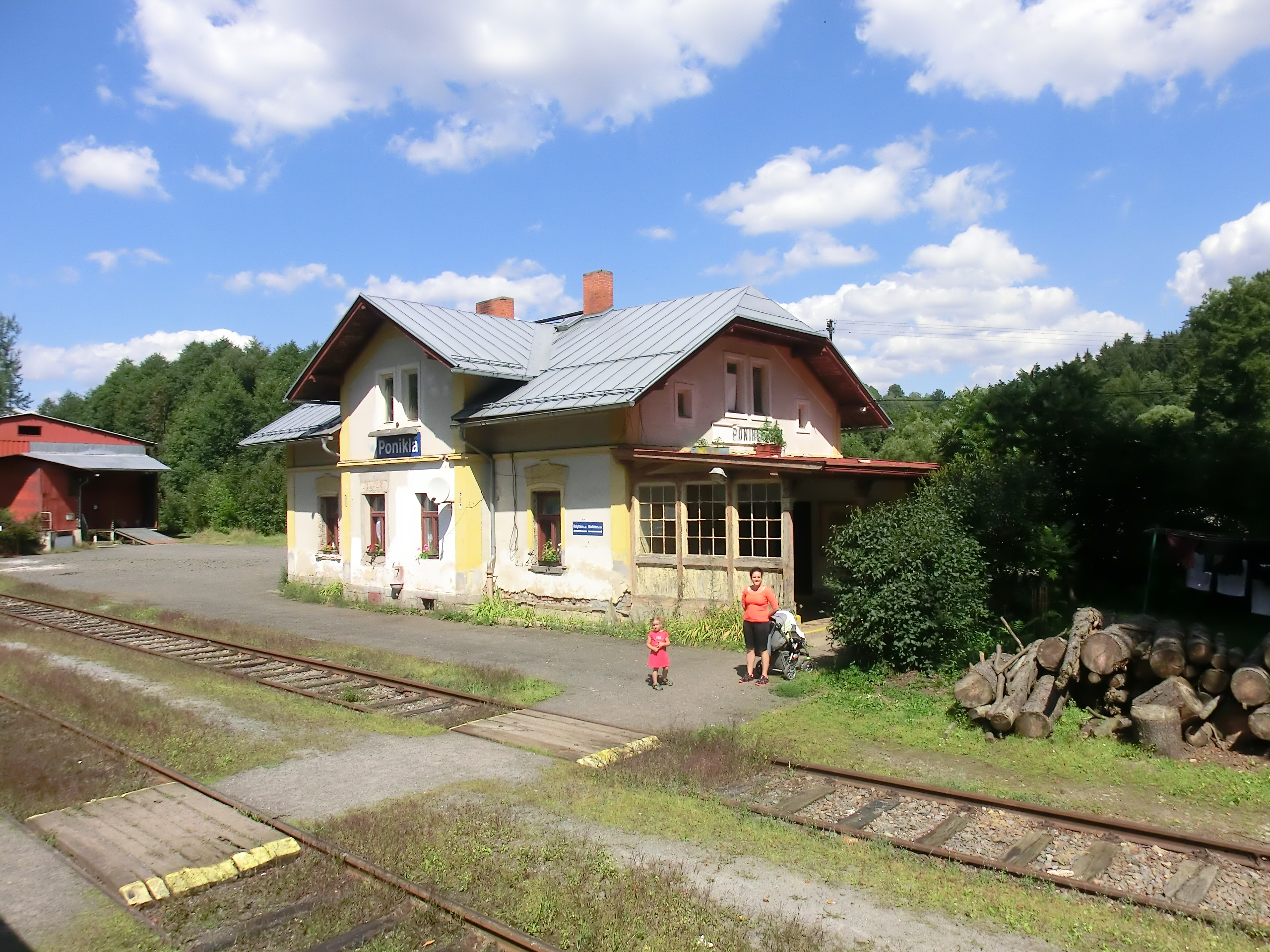
Bahnhof von Poniklá